# Gorzyce (powiat Tarnobrzeski)
Gorzyce is een dorp in het Poolse woiwodschap Subkarpaten, in het district Tarnobrzeski. De plaats maakt deel uit van de gemeente Gorzyce.